# Brug 518
Brug 518 is een houten bouwkundig kunstwerk in het Amsterdamse Bos.
De brug is gelegen aan het zuidwesteind van de Bosbaan ten oosten van de Nieuwe Meerlaan richting Open Luchttheater (al leidt ze juist daar omheen). Ze maakt deel uit van een wandel- en fietsroute waarin ook brug 514 ligt.

## Ontwerp
De brug maakt deel uit van een verzameling bruggen die architect Piet Kramer van de Dienst der Publieke Werken voor het Amsterdamse Bos ontwierp. Het is een van de vele variaties binnen zijn houten bruggen voor het bos, die veel gelijkenis vertonen, maar toch allemaal verschillend zijn. De bruggen 517, 518 en 523 vormen binnen die grote groep weer een kleinere groep vanwege onderlinge gelijkenissen. Deze drie houten bruggen hebben alle leuningen en balustrades die wit zijn uitgevoerd met op de hoofdbalusters rode kapjes. Brug 518 is daarbij uitgevoerd als enkele brug met twee aparte stroken voor voet- en fietsverkeer; deze stroken liggen elk op een apart niveau. Bij 517 zijn deze twee dekken gelegd op twee bruggen. Net als brug 517 heeft brug 518 een dubbele rij leuningen (brug 523 heeft er drie). Brug 518 heeft net als brug 517 een lange (onder-) en een korte (boven-)leuning. Daar waar bij 517 beide leuningen afgerond zijn aan de uiteinden, is bij brug 518 alleen de onderste leuning afgerond. De bovenste leuning heeft de vorm van een vijfhoek (zogenaamde ezelsrug). Een ander verschil tussen de beide bruggen is dat de balusters van brug 518 piramidevormige kapjes op de eindbalusters en diamantkoppen op de middenbalusters hebben; brug 517 heeft afgeronde kapjes. Alle balusters worden van beneden naar boven smaller. De houten brugdekken worden bij beide bruggen gedragen door stalen liggers. Het geheel rust op houten landhoofden, bestaande uit houten pijlers en houten planken. De bruggen dateren uit 1937/1938.

## Culturele waarde
In 1999 werden alle bruggen in het Amsterdamse Bos door MTD Landschapsarchitecten in opdracht van de gemeente onderzocht op hun cultureel belang. Zij constateerden voor brug 518 dat het voor het bos een waardevolle brug was vanwege:
- de witte kleur die de bruggen binnen de omgeving accentueert;
- de eenheid in houten dek en leuningen;
- de karakteristieke houtverbindingen.

Amstelveen benoemde de brug in 2003 tot gemeentelijk monument op basis van onder meer bovenstaande kenmerken.

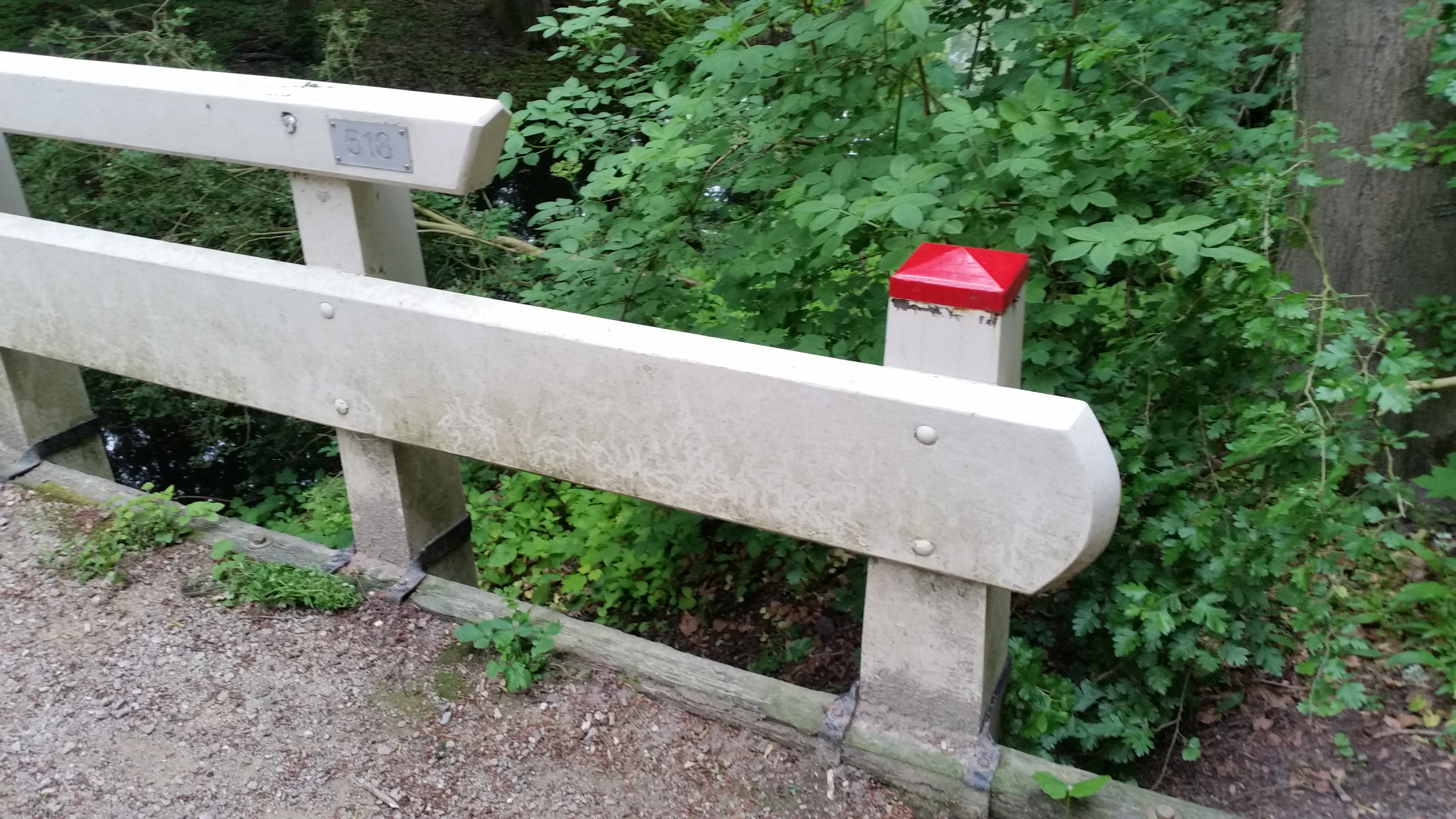
Leuningen, kapje en brugnummer (mei 2019)

<<< · 500 · 501 ·  503 · 504 · 505 · 506 · 507 · 508 · 509 · 510 · 511 · 512 · 513 · 514 · 515 · 516 · 517 · 518 · 519 · 520 · 521 · 522 · 523 · 525 · 526 · 527 · 528 · 530 · 531 · 532 · 533 · 534 · 535 · 536 · 537 · 538 · 539 · 540 · 541 · 542 · 543 · 544 · 545 · 546 · 547 · 548 · 549 · 550 · 551 · 552 · 553 · 554 · 555 · 556 · 557 · 558 · 559 · 560 · 561 · 562 · 563 · 564 · 565 · 566 · 567 · 569 · 571 · 572 · 573 · 575 · 577 · 578 · 580 · 581 · 582 · 583 · 584 · 586 · 587 · 589 · 590 · 591 · 592 · 593 · 594 · >>>
Brugnummers 502, 524, 529, 568, 570, 574, 576, 579, 585, 588, 595, 596, 597, 598, 599 zijn niet (meer) vergeven.